# Trinity Hall
Trinity Hall ist das fünftälteste College der University of Cambridge und wurde 1350 vom Bischof William Bateman gegründet.

## Geschichte
Die durch die Pest angerichtete Verwüstung in den 1340er Jahren hatte den Verlust von fast der Hälfte der englischen Bevölkerung zur Folge; Bischof Bateman selbst verlor nahezu 700 seiner Priester und so war seine Entscheidung, ein College zu gründen, von der Notwendigkeit getrieben, seine Priesterschaft wieder aufzubauen.

## Gebäude
Das Gelände des Colleges an der Cam wurde ursprünglich durch den Erwerb eines Hauses von John de Crauden erweitert, um den Mönchen während ihrer Studien Unterkunft zu gewähren. Der Hauptinnenhof wurde während der ersten paar Jahrzehnte des Colleges gebaut.
Die Kapelle wurde im Jahr 1352 in Auftrag gegeben und 1366 gebaut, dem Jahr in dem Papst Urban V. dem Master und den Fellows gestattete die heilige Messe im College zu feiern. Die Kapelle ist die kleinste ihrer Art in Cambridge.
Die Bibliothek des Colleges wurde im späten 16. Jahrhundert erbaut und wird heute vornehmlich zur Aufbewahrung von Manuskripten und seltenen Büchern verwendet.

## College-Leben

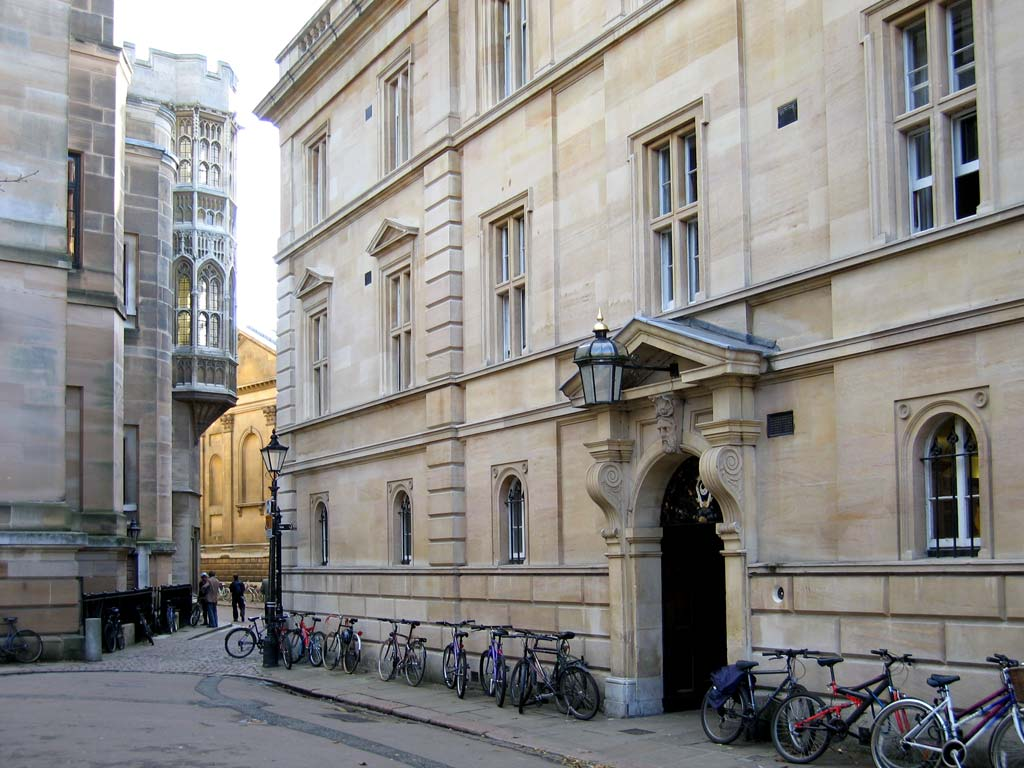
Haupteingang der Trinity Hall in der Trinity Lane

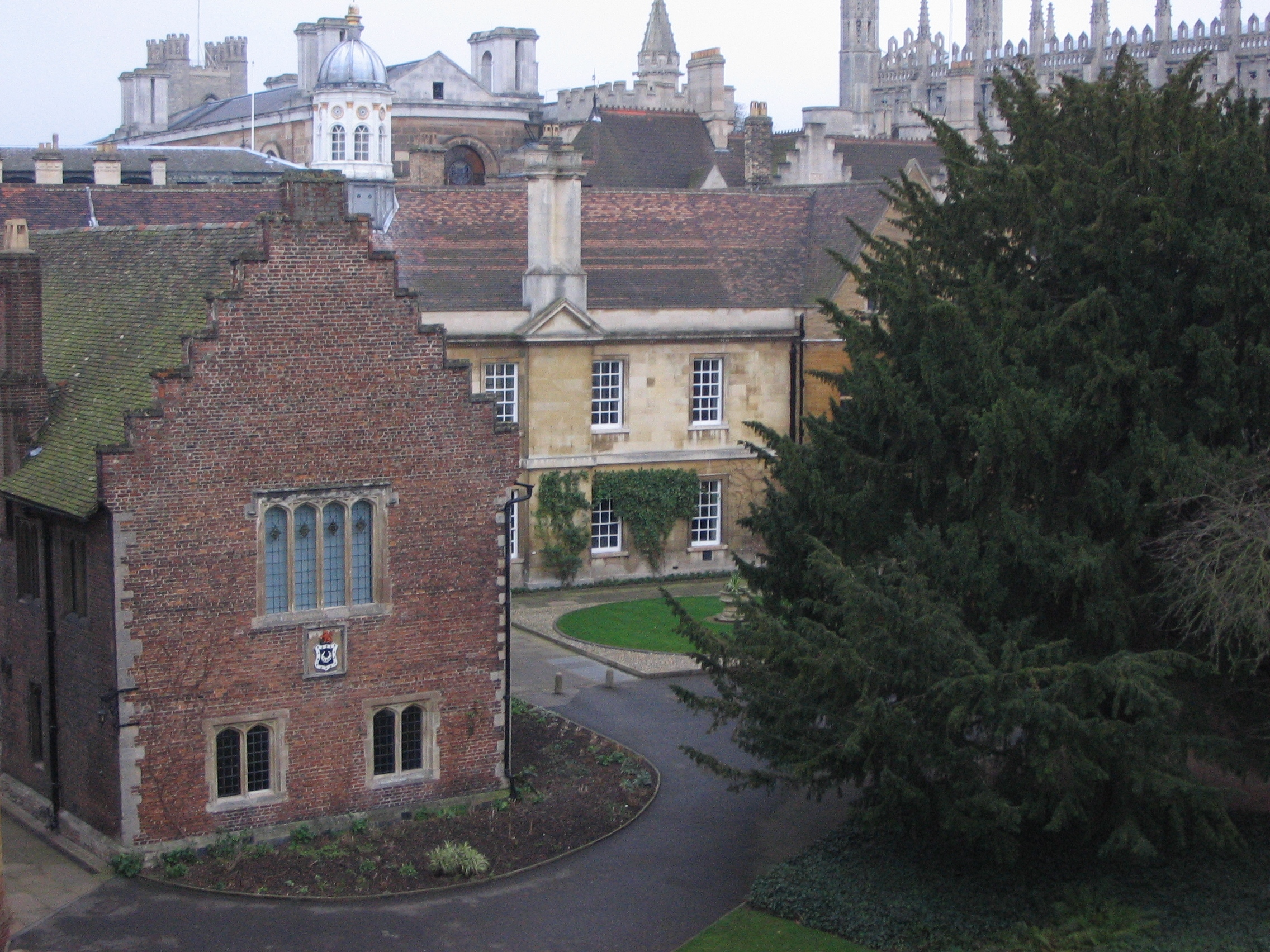
The Elizabethan Library

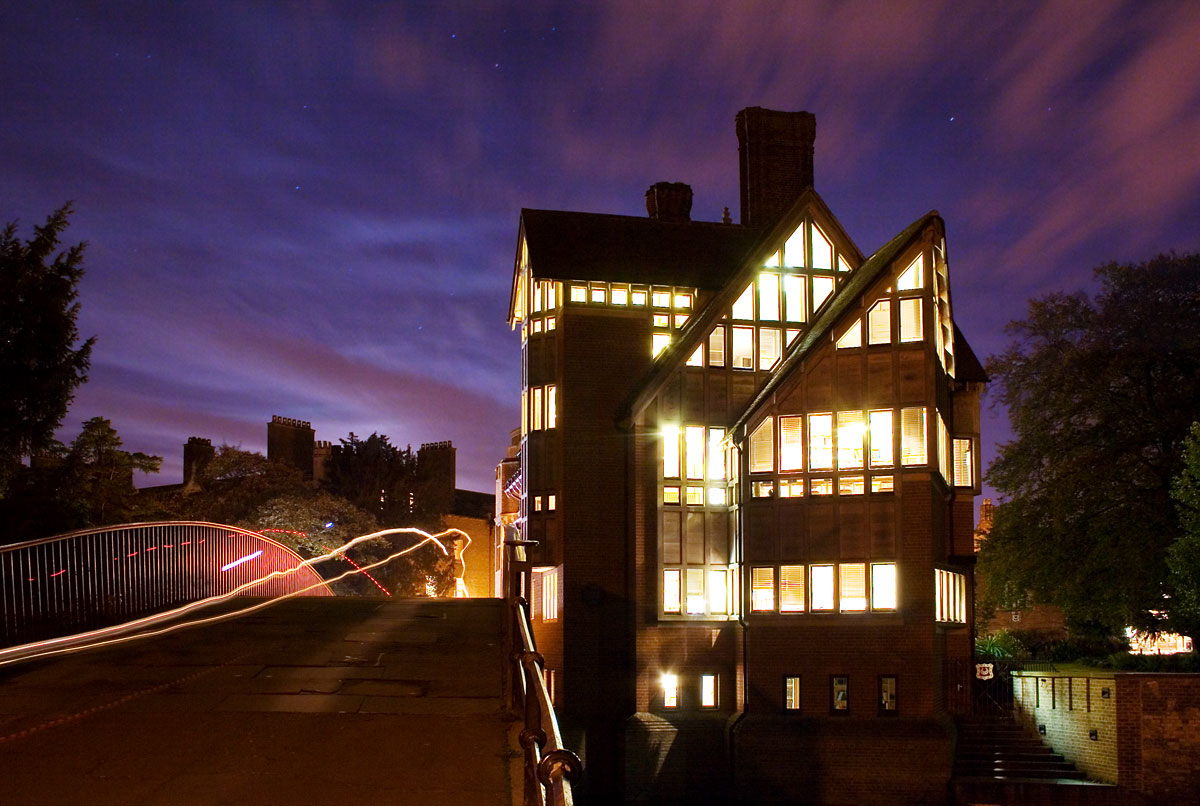
Neue Bibliothek der Trinity Hall an der Cam

Historisch gesehen war Trinity Hall für seine Stärke in den Rechtswissenschaften bekannt. Heute liegen diese Stärken nicht nur bei Jura, sondern erstrecken sich über verschiedene Fächer in den Geistes- und Naturwissenschaften. An der Cam gelegen, versteckt zwischen Clare College und Trinity College, hat dieses College einen guten Ruf für sein Essen, wie auch für seine nicht-anmaßende Atmosphäre.
Das College ist eine relativ kleine Institution im Gegensatz zu ihrer größeren, jedoch jüngeren Nachbarin, Trinity College, zu der sie eine gewisse Rivalität pflegt. Zu Beginn wurden alle Colleges in Cambridge 'Hall' genannt, bis es modisch wurde, von 'Hall' in 'College' umzubenennen. Als Heinrich VIII. Trinity nebenan gründete, wurde klar, dass Trinity Hall auch weiterhin diesen Namen behalten würde. Deshalb ist es auch falsch, zu Trinity Hall College zu sagen.
Master des Colleges war ab 2014 der Theologe Jeremy Morris. Seit September 2022 ist mit Mary Hockaday die erste Frau in der 670-jährigen Geschichte des Colleges in der Position als Master.

## Zahlen zu den Studierenden
Im Dezember 2022 waren 606 Studierende an der Trinity Hall eingeschrieben. Davon strebten 401 (66,2 %) ihren ersten Studienabschluss an, sie waren also undergraduates. 205 (33,8 %) arbeiteten auf einen weiteren Abschluss hin, sie waren postgraduates. 2020 waren es 630 Studierende gewesen, davon 225 im weiterführenden Studium, 2021 insgesamt 635.

## Bedeutende Absolventen
- Hans Blix, ehemaliger Waffeninspektor der Vereinten Nationen
- Philip Brocklehurst, Polarforscher
- Sir Alexander Cockburn, britischer Jurist
- Norman Fowler, Baron Fowler, britischer Politiker
- Daniel Fulthorpe Gooch, Adeliger und Forschungsreisender
- Stephen Hawking, Physiker
- Robert Herrick, Dichter
- Matt Holness, auch als Komiker Garth Marenghi bekannt
- Alfred Maudslay, Maya-Forscher
- Geoffrey Howe, ehemaliges Parlamentsmitglied und britischer Finanzminister
- Nicholas Hytner, Theater- und Filmdirektor
- Donald Maclean, sowjetischer Spion
- Andrew Marr, BBC Political Editor
- Khawaja Nazimuddin, Pakistans zweiter Premierminister
- John Boynton Priestley, Autor
- Robert Runcie, ehemaliger Erzbischof von Canterbury
- Tony Slattery, Komiker
- Leslie Stephen, Literaturkritiker, Herausgeber
- Ginnosuke Tanaka, führte in Japan Rugby ein
- Rachel Weisz, Schauspielerin

## Bibliographie
Bei diesem Artikel handelt es sich im Wesentlichen um eine Übersetzung aus der englischen Wikipedia.
- Charles Crawley, Trinity Hall: The History of a Cambridge College, 1350–1975, Cambridge 1976, ISBN 0-9505122-0-6 (Digitalisat)
- Peter Pagnamenta, The Hidden Hall: A Portrait of a Cambridge College, London 2004, ISBN 1-903942-31-4